# Ottavio Briccola
Ottavio Briccola né à Turin en 1853 et mort à Viareggio en 1924 en était un général italien. Il a été le premier gouverneur italien de la Cyrénaïque, après qu'il eut participé à la guerre italo-turque.

## Biographie
Major-général en 1906, puis lieutenant-général en 1911, Ottavio Briccola assume le commandement du corps d'armée italien opérant en Cyrénaïque pendant la guerre italo-turque de 1911-1912, guidant l'occupation de Benghazi. Il est gouverneur de la Cirenaïque d'octobre 1912 à octobre 1913 et commande encore un corps d'armée pendant la compagne de Libye de 1915-1916.
Au début de la Première Guerre mondiale, il a commande le 8e corps de la Ve armée italienne.

## Distinctions
- Grand officier de l'ordre militaire de Savoie Rome : 16 mars 1913[2]
- Médaille commémorative de la guerre italo-turque 1911-1912
- Médaille commémorative de la compagne de Libye